# Heleo (hijo de Perseo)
En la mitología griega Heleo (en griego Ἕλειος) era uno de los siete Perseidas, hijos de Perseo. Su madre fue Andrómeda. Fue el fundador epónimo de la polis de Helos en Laconia. Al menos un escoliasta lo denomina como Eelio. En un escolio se nos dice que Heleo (o Eleo) no era hijo de Perseo sino de Pélope, pues ambas familias están interconectadas. Heleo acompañó a su sobrino Anfitrión, hijo de Alceo, en la expedición a Tafos, y después de la victoria compartió la soberanía de su dominio con Céfalo.